# Kup europskih prvaka 1966./67. (košarka)
Ovo je deseto izdanje Kupa europskih prvaka u košarci. Sudjelovalo je 25 momčadi. Final Four je održan u Madridu 30. ožujka i 1. travnja. Jugoslavija je imala jednog predstavnika: ljubljansku AŠK Olimpiju.

## Final Four

### Poluzavršnica
- Slavija Prag -  Simmenthal Milano 97:103
- AŠK Olimpija -  Real Madrid 86:88

### Završnica
- Real Madrid -  Simmenthal Milano 91:83

- europski prvak:  Real Madrid (treći naslov)
  - sastav ([1]): Ramón Guardiola, José Ramón Ramos, Cristóbal Rodríguez, Lolo Sainz, Vicente Paniagua, Toncho Nava, Emiliano Rodríguez, Carlos Sevillano, Miles Aiken, Clifford Luyk, Bob McIntyre, Moncho Monsalve, trener Pedro Ferrándiz